# Pedro María Freites
Pedro María Freites è un comune del Venezuela situato nello stato dell'Anzoátegui.
Il capoluogo del comune è la città di Cantaura.